# Jidenna
Jidenna Theodore Mobisson (n. Wisconsin Rapids, Wisconsin, 4 de mayo de 1985), más conocido como Jidenna, es un cantante nigeriano-estadounidense de Wisconsin Rapids, Wisconsin. Tiene un contrato con Wondaland Records y en 2015 lanzó tres sencillos, "Classic Man", "Extraordinaire" y "Knickers".

## Primeros años y educación
Jidena Theodore Mobisson nació en Wisconsin Rapids, Wisconsin, el 4 de mayo de 1985. Su madre, Tama Mobisson, era una contadora y su padre, Oliver Mobisson, un nigeriano Igbo, fue profesor de Ciencias Informáticas en la Universidad del Estado de Enugu hasta 1995, cuando la familia se trasladó desde Nigeria a los Estados Unidos. El nombre de Jidenna en idioma Igbo significa "abrazar al padre". 
Jidenna se graduó de la Academia Milton en Milton, Massachusetts, en 2003. Fundó un grupo de rap y en la escuela secundaria fue cuando comenzó a trabajar en producción, organización y escritura musical. Jidenna asistió a la Universidad de Stanford, en California, entre 2003 y 2008. Después de graduarse con una licenciatura en Estudios Comparados en raza y grupo étnico, prosiguió su carrera musical a tiempo completo, moviéndose entre Los Ángeles, Oakland, Brooklyn y Atlanta.

## Carrera
Jidenna firmó con la compañía discográfica Wondaland Records, de Janelle Monáe, la cual distribuye sus productos través de Epic Records. Ha colaborado con numerosos artistas, entre ellos Roman GianArthur, St. Beauty, Deep Cotton y Janelle Monáe, registrando una compilación de cinco canciones en un EP titulado "El Eephus". En febrero de 2015, lanzó su primer sencillo, "Classic Man", con Roman GianArthur, otro artista firmado a Wondaland Records. La canción circuló por las grandes radios de todo Estados Unidos y debutó en el número 49 en la lista del Billboard Hot y del R&B & Hip-Hop Tracks. El 31 de marzo de 2015, se lanzó el segundo sencillo del EP, "Yoga", de Janelle Monáe y Jidenna. Participó en el Video Oficial de " Particula " junto a otros compositores.

## Vida personal
Jidenna afirmó que sus principales influencias incluyen a los artistas KRS-One y Big Daddy Kane. El cantante reside en East Flatbush, Brooklyn.